# Messerschmitt Me 210
Il Messerschmitt Me 210 era un caccia pesante bimotore ad ala bassa prodotto dall'azienda tedesca Messerschmitt AG negli anni quaranta ed impiegato principalmente dalla Luftwaffe durante la seconda guerra mondiale.
Derivato dal precedente Bf 110, benché introducesse alcune interessanti migliorie tecnologiche, ebbe una lunga e travagliata fase di sviluppo che non riuscì a risolvere gli iniziali problemi se non dopo una sostanziale riprogettazione. Pur gravato da problemi di stabilità nel volo venne comunque avviato a una prima fase di produzione in serie, velocemente interrotta per la diffidenza espressa dai piloti, per poi essere ripresa dopo le modifiche sia in Germania che, su licenza, in Ungheria.
Una successiva rivisitazione del progetto, benché non radicale, diede origine al Me 410 Hornisse.

## Storia del progetto
Nell'ambito dei propositi di espansione territoriale Adolf Hitler approvò, nell'ottobre 1938, un nuovo programma per lo sviluppo della tecnologia militare nel quale l'aviazione era una delle componenti principali. Nei progetti del Reichsmarschall Hermann Göring, a capo dell'RLM, era necessario istituire 16 Zerstörergeschwader (ZG), reparti equivalenti agli stormi per la Regia Aeronautica, equipaggiati con gli zerstörer ovvero un particolare tipo di caccia pesante bimotore. I velivoli in dotazione ai reparti dovevano essere i Bf 110 e una loro evoluzione che, nelle previsioni, ne doveva superare i limiti: il Me 210.
Lo sviluppo del nuovo velivolo iniziò infatti già nel 1937, nell'ambito di una pianificazione mirata al miglioramento del modello che introduceva alcune migliorie marginali ma anche novità tecnologiche. Il nuovo modello, che negli anni seguenti assunse una sempre più precisa connotazione, doveva comunque rispettare le specifiche originali dettate dall'RLM per la classe di caccia multiruolo soddisfatte dal suo predecessore ovvero, oltre a quello di zerstörer, anche quello di bombardiere tattico leggero con capacità di bombardamento in picchiata. La struttura quindi doveva mantenere la necessaria robustezza richiesta alla cellula per sopportare le accelerazioni in fase di richiamata, abbinandola alla migliore tecnologia motoristica disponibile al momento.
Pur essendo il Me 210 ancora in fase progettuale, fiducioso che uno sviluppo del Bf 110 potesse solo migliorare le prestazioni già ampiamente apprezzate del precedente modello, l'RLM emise un ordine, firmato il 9 novembre 1938, per ben 1 000 esemplari pianificando anche un accurato programma di produzione industriale che prevedeva la consegna, entro aprile 1942, di 3 320 unità tra Bf 110 e Me 210 nelle varie versioni. Le prestazioni offerte da una simile flotta sarebbero state sufficienti per realizzare l'offensiva che avrebbe permesso il controllo dello spazio aereo, verso nord, di tutta la Scandinavia e della Gran Bretagna e, verso ovest, dell'Oceano Atlantico settentrionale.

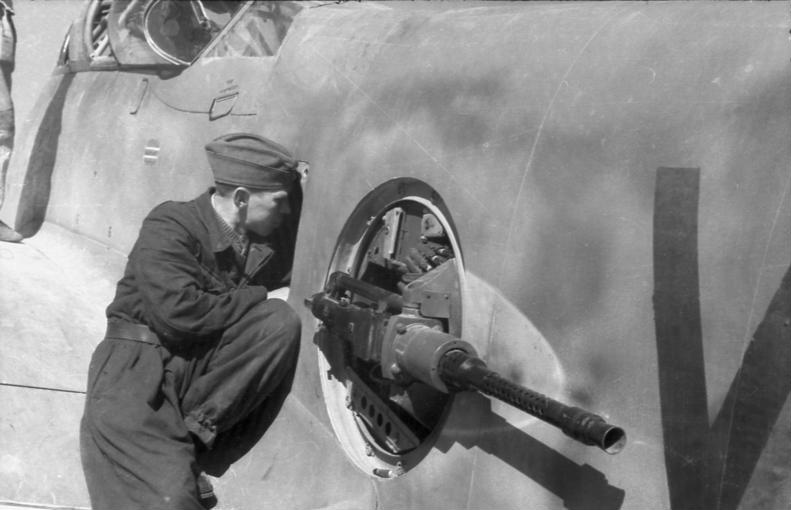
Un armiere alle prese con la barbetta di sinistra di un Me 210.

L'unica alternativa al progetto della Messerschmitt venne offerta dalla Arado Flugzeugwerke con il suo Ar 240 che però, a causa del ritardo nello sviluppo e della maggiore fiducia che i vertici dell'RLM riponevano in Willy Messerschmitt, non venne accettato dalla commissione tecnica del ministero tedesco.
Il prototipo, W.Nr.0001 marche D + AABF e che assunse la designazione ufficiale V1 (da Versuchsmuster, modello sperimentale 1) venne portato in volo per la prima volta il 5 settembre 1939 dal pilota collaudatore Hermann Wurster il quale informò che il velivolo era afflitto da gravi problemi nella stabilità del volo, tanto da definirlo pericoloso. Il Me 210 V1, ancora dotato di impennaggio bideriva, era incapace di mantenere una linea retta anche in volo livellato assumendo un andamento ondeggiante definito dai collaudatori "a serpente". Inoltre era altamente instabile in virata e, data la sua imprevedibilità, non offriva alcuna sicurezza al suo equipaggio. I progettisti identificarono il problema nel mantenimento dello stesso impennaggio del Bf 110 ma, pur disegnando un nuovo impennaggio con un'unica deriva di grandi dimensioni, nel comportamento in volo non ebbe quasi nessun effetto ed il Me 210 continuò ad oscillare. I problemi si susseguirono senza apparente possibilità di risoluzione. Il Me 210 tendeva a stallare senza preavviso quando si accennava a una cabrata oppure entrava in vite se si iniziava una virata piatta.
Il secondo prototipo, il Me 210 V2, rimase distrutto nel settembre 1940 a causa di questo problema quando il pilota, finito in vite, non riuscendo più a richiamare il velivolo fu costretto a lanciarsi con il paracadute. I risultati furono così negativi che uno dei collaudatori, Fritz Wendel, in una dichiarazione rilasciata dopo il termine del conflitto, commentò che il Me 210 aveva "tutti gli attributi meno desiderabili che un aereo poteva possedere". Il reparto tecnico della Messerschmitt continuò a ricercare delle soluzioni per ovviare ai suoi vari problemi mentre non osava interrompere il processo che portava alla produzione in serie del velivolo.
Alla fine le pressioni e le aspettative esercitate dall'RLM determinarono la realizzazione di 16 prototipi (ma secondo alcune fonti potrebbero anche essere arrivati fino a 18), 94 esemplari di preserie (A-0) e 90 della serie A-1, prima che il programma venisse sospeso il 14 aprile 1942. Nel frattempo vennero ripristinate le linee di montaggio del Bf 110.
Pochi giorni prima, il 14 marzo, era stato portato in volo il prototipo identificato come V17 dotato di fusoliera allungata e di maggior profondità: queste modifiche contribuirono a migliorare sensibilmente il comportamento in volo e, unitamente alla successiva introduzione di ipersostentatori automatici nel bordo d'entrata delle ali (tecnicamente definiti con il termine inglese leading edge slat), costituirono le premesse per la realizzazione del Me 410.
Il Me 210 venne presentato anche alle autorità di due paesi alleati: il Regno d'Italia e l'Ungheria. Mentre la Regia Aeronautica (che pure inviò una commissione in Germania per un'approfondita valutazione) giudicò il velivolo insoddisfacente, le forze armate ungheresi accettarono l'offerta di progetto e la Dunai Repülőgépgyár Rt (in ungherese: Azienda Aeronautica Danubio) realizzò un impianto dal quale vennero prodotti velivoli a partire dai primi mesi del 1943.
I velivoli in questione, denominati Me 210 C, derivavano da quelli di preserie della versione A ed integravano le modifiche alla fusoliera ed alle ali e montavano motori Daimler-Benz DB 605E, prodotti su licenza dalla Weiss Manfréd Repülögép - és Motorgyár Rt. L'accordo prevedeva che i due terzi della produzione fossero acquistati dalla Luftwaffe. Complessivamente furono 270 gli esemplari prodotti in Ungheria, dei quali 108 acquistati dai tedeschi.
Ancora negli stabilimenti ungheresi vennero realizzati studi per nuove ulteriori versioni: si hanno notizie circa le varianti D, E, F, P, S e una ulteriore per uno zerstörer non meglio identificato. Solo nel caso del Me 210 D e dello zerstörer, si andò oltre lo stadio progettuale arrivando nel primo caso a macchine di preserie (denominate Da-0) e nel secondo ad (almeno) un prototipo.

## Tecnica

### Cellula
Il Me 210, pur presentando notevoli affinità con il Bf 110, aveva un aspetto piuttosto diverso, frutto di un generale affinamento aerodinamico. La fusoliera era stata accorciata nella parte anteriore dove la cabina di pilotaggio era più armonicamente integrata nella cellula, situata ora sopra il baricentro del velivolo e dove, nella variante da bombardamento, era situato uno scompartimento per lo stivaggio interno delle bombe. Anche l'ala pur mantenendo le due gondole motore sul suo bordo d'attacco adottò un nuovo profilo alare in grado di assicurare una velocità di crociera superiore. Il carrello d'atterraggio, ebbe cambiato il meccanismo che regolava il movimento delle gambe di forza ora a movimento assiale e rientranti nelle gondole motore.
Come già ricordato, nel corso del processo di sviluppo che venne attuato al fine di superare i gravi problemi di instabilità riscontrati nel velivolo, diversi esemplari subirono progressive modifiche e i risultati di maggior successo vennero ottenuti modificando, in lunghezza e profondità, la fusoliera: tale nuova configurazione venne inizialmente sperimentata nel prototipo Me 210 V17. Poiché le modifiche diedero i risultati sperati vennero successivamente testate su alcuni esemplari della serie Me 210A, trasferite sui modelli di produzione ungherese e definitivamente confermate nella realizzazione del Me 410.

### Motori
L'impianto motore beneficiò della disponibilità del Daimler-Benz DB 601, già previsto per l'installazione nei Bf 110 ma che a causa dei ritardi nel loro sviluppo venne avviato alla produzione in serie solo alla fine del 1938. Si trattava di un motore 12 cilindri a V invertita raffreddato a liquido, capace di 1 350 CV di potenza. Nella versione Me 210 C, prodotta in Ungheria, la coppia di DB 601 venne rimpiazzata da due motori Daimler-Benz DB 605, sviluppo dei precedenti, in grado di generare potenze dell'ordine dei 1 550 CV.

### Sistemi d'arma
Particolarità tecnologica che caratterizzava il Me 210 era costituita dell'adozione di una coppia di mitragliatrici difensive rivolte verso coda e poste ai lati della fusoliera. Si trattava di due MG 131 calibro 13 mm integrate in due barbette a goccia manovrabili in remoto dal mitragliere e dotate di dispositivi che impedivano d'inquadrare l'impennaggio di coda. Questo era originariamente bideriva, in quanto tutta la parte posteriore della fusoliera risultava identica al Bf 110. Nella variante zerstörer lo scompartimento bombe era sostituito da quattro cannoni MG 151/20 calibro 20 mm.
Tra le versioni rimaste incompiute, vi fu uno zerstörer realizzato in Ungheria in un esemplare prototipo (ottenuto modificando una cellula di Me 210Da-0), che nel muso, oltre ai due cannoni MG 151/20, ospitava un cannone Danuvia 96M calibro 40 mm (con serbatoio da 96 colpi) e sei tubi di lancio Nebelwerfer da 152 mm, al di sotto di ciascuna semiala.

## Impiego operativo

### Luftwaffe

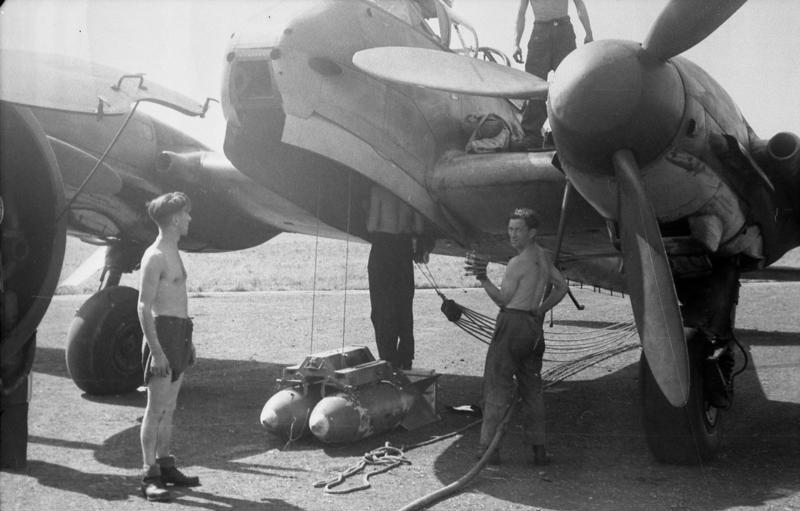
Il personale a terra mentre carica due bombe nel vano bombe frontale di un Me 210.

Sebbene sia stato costituito un reparto sperimentale - Erprobungsgruppe 210 - già nel corso del 1940, l'esordio operativo avvenne sul fronte orientale, dove il 2º gruppo del 1º Zerstörergeschwader (II/ZG 1), partecipò alle prime fasi della campagna negli ultimi mesi del 1941. Raramente però, i reparti in loro possesso riuscivano ad avere contemporaneamente a disposizione un numero sufficiente di esemplari per comporre una squadriglia. A fronte di questi problemi e degli scarsi risultati ottenuti ben presto anche il II./ZG 1 tornò ad impiegare i Bf 110.
In seguito i Me 210 vennero destinati ad altri teatri operativi: nel nord Europa il 16 Staffel/KG 6 con base a Soesterberg, nel Paesi Bassi occupati, compì missioni oltre le isole britanniche mentre al sud, nell'area del Mar Mediterraneo, un certo numero di esemplari vennero consegnati ai III/ZG 1 e 2(F)/122 basati a Trapani ed al 10/ZG 26 in Tunisia. I risultati deludenti e la diffidenza espressa dai suoi equipaggi provocarono tuttavia la decisione da parte dell'RLM, datata 14 aprile 1942, di riprendere la produzione dei Bf 110 in modo da non sguarnire le unità operativa in attesa di un successivo nuovo sviluppo ritenuto necessario per ovviare ai problemi riscontrati. Dopo quindi circa 200 esemplari realizzati, tra i quali due Me 210 B-0 di preproduzione più i Me 210 B-1 di serie (la versione zerstörer), la produzione si interruppe causando una mancanza di almeno 600 velivoli già deliberati ai reparti della Luftwaffe.

### Magyar Királyi Honvéd Légierő
L'aviazione ungherese utilizzò i Me 210 in modo complessivamente marginale: nell'aprile del 1944 venne costituito un reparto sperimentale i cui velivoli vennero impiegati nel ruolo di caccia intercettore. Nel maggio successivo entrò in attività una squadriglia da caccia notturna (dotata di velivoli privi di radar) ed altri velivoli vennero assegnati ai reparti da bombardamento e ricognizione. L'impiego risultò limitato e con risultati contrastanti.
Nel febbraio del 1945, a causa della scarsità delle scorte di carburante, i Me 210 ungheresi furono costretti a sospendere le proprie attività. Alla fine di marzo diversi velivoli furono trasferiti in Germania, nei territori austriaci, ma successivamente vennero dati alle fiamme per evitarne la cattura da parte delle truppe sovietiche.

## Versioni
I dati sulle versioni sono tratti da I Grandi Aerei Storici: Messerschmitt Me 210 & 410 e da Enciclopedia L'Aviazione, salvo dove diversamente indicato.
- Me 210V-x: Designazione assegnata ai prototipi da Versuchsmuster, modello sperimentale; x qui sta ad indicare il numero progressivo assegnato. Ne furono costruiti almeno 15, ma si hanno notizie anche di velivoli designati V-17 e V-18;
- Me 210 A: prima versione di serie, velivoli destinati al ruolo di cacciabombardieri e zerstörer;
  - Me 210 A-0: velivoli di pre-serie, ne risultano costruiti 94 esemplari;
  - Me 210 A-1: versione cacciabombardiere e zerstörer; realizzata in 90 unità;
  - Me 210 A-2: versione destinata al bombardamento in picchiata e zerstörer (incerto il numero di esemplari realizzati);
- Me 210 B: versione da ricognizione;
  - Me 210 B-0: versione di pre-serie; prodotta in due esemplari[2];
  - Me 210 B-1: versione prodotta in ridotta quantità (2 o 4 velivoli), era dotata di fotocamere in sostituzione delle mitragliatrici da 7,92 mm;
- Me 210 C: versione cacciabombardiere, derivata dalla Me 210 A e costruita in Ungheria dalla Dunai Repülőgépgyár Rt (la sigla in minuscolo a, sta ad indicare ausland cioè "all'estero");
  - Me 210 Ca-0: cinque esemplari di preserie;
  - Me 210 Ca-1: versione di serie, destinata all'impiego come cacciabombardiere;
- Me 210 D: versione da ricognizione, prodotta in Ungheria (ma la sigla viene più volte indicata nelle fonti reperite per velivoli diversi)
  - Me 210 Da-0: esemplari di pre-serie (almeno tre costruiti).

## Utilizzatori
Germania
- Luftwaffe

in totale ricevette 269 esemplari del velivolo (di cui 179 di produzione ungherese).
 Giappone
- Dai-Nippon Teikoku Rikugun Kōkū Hombu

ricevette un esemplare della versione A-2 (Werk Nr.2350), per valutazioni che non ebbero seguito.
 Regno Unito
- Royal Air Force

Un esemplare catturato usato per prove di valutazione e comparazione, non impiegato direttamente per uso bellico.
 Ungheria
- Magyar Királyi Honvéd Légierő

operò con 159 esemplari di Me 210C prodotti su licenza in Ungheria. Fu preferito il Messerschmitt Me 210 al Varga RMI-1 dell'ingegnere ungherese László Varga.